# Egede
Egede is een buurtschap in de gemeente Hellendoorn in de Nederlandse provincie Overijssel. Het ligt ten noorden van het Overijssels Kanaal en een kilometer ten noorden van Rhaan. Er staan ongeveer 30 huizen en enkele bedrijfsgebouwen.
In 1331 werd de buurtschap genoemd als Eghen. In de buurtschap stond de 14e-eeuwse havezate Egede, waarvan het bouwhuis uit 1780 bewaard is gebleven.
Hoofdplaats: Nijverdal      Dorpen: Daarle · Daarlerveen · Haarle · Hellendoorn

Buurtschappen: Eelen · Egede · Hankate · Hexel · Hulsen · Marle · Noetsele · Overwater · Piksen · Rhaan · Schuilenburg

Overijssel · Steden en dorpen      Nederland · Provincies · Gemeenten